# Ayumi Kaihori
Ayumi Kaihori (海堀 あゆみ, 4 de setembre de 1986) és una exfutbolista japonesa.

## Selecció del Japó
Va debutar amb la selecció del Japó el 2008. Va disputar 53 partits amb la selecció del Japó. Ha disputat Copa del Món de 2011, 2015, Jocs Olímpics d'estiu de 2008 i 2012.

## Estadístiques
| Selecció del Japó | Selecció del Japó | Selecció del Japó |
| Anys              | Partits           | Gols              |
| ----------------- | ----------------- | ----------------- |
| 2008              | 3                 | 0                 |
| 2009              | 3                 | 0                 |
| 2010              | 7                 | 0                 |
| 2011              | 14                | 0                 |
| 2012              | 7                 | 0                 |
| 2013              | 6                 | 0                 |
| 2014              | 6                 | 0                 |
| 2015              | 7                 | 0                 |
| Total             | 53                | 0                 |